# Lamborghini Espada
Lamborghini Espada – (hiszp. szpada) sportowy samochód firmy Lamborghini produkowany w latach 1968-1978 w ramach trzech generacji; zaprojektowany przez Marcello Gandiniego z Bertone. Po raz pierwszy pokazany na Międzynarodowym Salonie Samochodowym w Genewie w 1968.

## Lamborghini Espada 400 GT

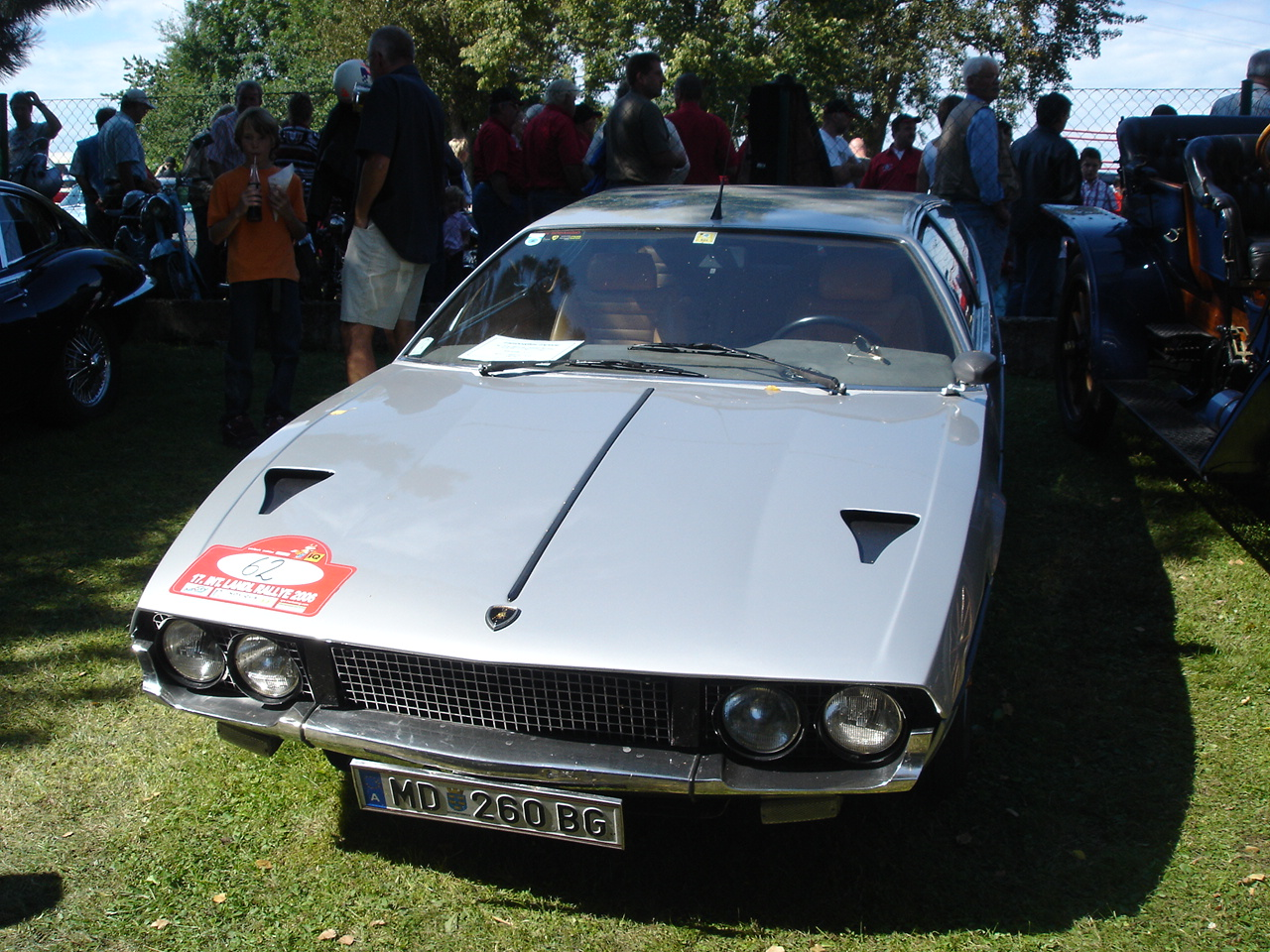
Lamborghini Espada 400 GT S1

Pod koniec lat 70. Ferruccio Lamborghini zlecił zaprojektowanie sportowego auta, którym mogłyby wygodnie podróżować 4 dorosłe osoby. W 1967 pokazano futurystycznego Marzala, który jednak nie spodobał się Ferucciowi. Firma Bertone wkrótce stworzyła prototypową Espadę. Po kilku poprawkach gotowa Espada została zaprezentowana w Genewie w 1968. 
Nadwozie Espady to kolejne dzieło Marcello Gandiniego. Samochód budzi respekt swoimi wymiarami. Ma prawie 4,75 m długości, 1,9 m szerokości, ale jak przystało na sportowy wóz niecałe 1,2 m wysokości. Kształt nadwozia budzi mieszane uczucia, biorąc pod uwagę kształt pozostałych Lamborghini. Należy jednak zwrócić uwagę, że w przeciwieństwie do Miury, Espada miała zapewniać komfort i przestrzeń dla 4 osób. Na pierwszy rzut oka uwagę zwracają duże powierzchnie przeszklone, które dodatkowo można było powiększyć o szklany dach. Niektóre elementy takie jak zderzaki, listwy wokół szyb były chromowane. Na masce wycięto dwa stożkowe wloty powietrza, które chłodziły kabinę. Za chłodzenie silnika odpowiadał wielki przedni wlot i 4 mniejsze, wycięte w nadkolach. 
W założeniach Espada miała być stosunkowo tania i niezawodna, a niska masa nie była pierwszorzędnym priorytetem. Dlatego też samochód wykonano ze stali, a jedynym aluminiowym elementem była pokrywa silnika. Rama była produkowana przez firmę Marchesi z Modeny, natomiast nadwozie wykonywano w fabryce Bertone, a całość składano w fabryce Lamborghini w Sant' Agata. 
Wnętrze Espady było bardzo przestronne. Zgodnie z założeniami samochodem mogły wygodnie podróżować 4 osoby. Całe wnętrze przedzielał tunel, w którym umieszczono wał napędowy. Cały kokpit zaprojektowano ze smakiem i jedynym niezbyt ładnym elementem był plastikowy panel wskaźników. Problemy sprawiała także kiepska wentylacja. Te wady zostały poprawione w Espadzie GTE. Z tyłu wygospodarowano miejsce na bagażnik o pojemności 280 l. 
Samochód był wyposażony w niezależne zawieszenie ze sprężynami śrubowymi, amortyzatorami olejowymi i drążkami stabilizującymi. Jako opcja dostępne było kompletne zawieszenie firmy Lancomatic. Na owe czasy był to niezwykle nowoczesny system, który dostosowywał swoją pracę do aktualnych warunków drogowych. Ich zasada działania była w zasadzie identyczna jak amortyzatorów Koni FSD, stosowanych w Murcielago i Gallardo. Jednak niewielu właścicieli Espady zdecydowało się na zakup tej nowinki. 
Pod maską kryje się silnik V12 o pojemności 3939 cm³, znany z 400 GT 2+2 i Miury. Aby zapewnić przestrzeń w kabinie, silnik został przesunięty maksymalnie do przodu, a niska linia maski wymusiła zamontowanie gaźników po bokach głowicy. Moment obrotowy wynoszący 375 Nm przy 4500 obr./min przenosi na tylne koła 5-bieg. manualna skrzynia. 239 kW (325 KM) przy 6500 obr./min przyspiesza auto o masie 1480 kg do "setki" w 6.5 sekundy. Sprzedano 1226 sztuk Espady.

## Dane techniczne

### Silnik
- V12 3,9 l (3929 cm³), 2 zawory na cylinder, DOHC
- Układ zasilania: sześć gaźników Weber
- Średnica cylindra × skok tłoka: 82,00 mm × 62,00 mm
- Stopień sprężania: 9,5:1
- Moc maksymalna: 330 KM (242 kW) przy 6500 obr/min
- Maksymalny moment obrotowy: 374 N•m przy 4500 obr/min

### Osiągi
- Przyspieszenie 0-100 km/h: 6.5 s
- Prędkość maksymalna: 241 km/h

### Nadwozie
- Współczynnik oporu powietrza: 0.45
- Średnica zawracania: 12 m
- Pojemność bagażnika: 280 l
- Rozkład masy przód/tył: 52/48
- Opony: 205 VR 15 Pirelli Cinturato HS

Źródło

## Lamborghini Espada 400 GTE
Druga seria Espady, czyli 400 GTE zadebiutowała na Salonie w Brukseli w 1970 roku. Produkcja modelu rozpoczęła się w listopadzie 1969, a do salonów trafił w styczniu 1970. 
Konstrukcja samochodu się nie zmieniła. Dotyczy to również nadwozia. Na pierwszy rzut oka S1 i S2 są identyczne. Dopiero pod koniec produkcji pojawiły się nowe światła z tyłu. 
Zmiany znajdziemy wewnątrz: plastikowy panel wskaźników został zastąpiony nowym o klasycznym kształcie. W środku dominuje skóra i drewno. Jedną z wad wcześniejszej Espady była słaba wentylacja wnętrza, w modelu GTE zostało to poprawione. Zamontowano nowe wloty powietrza, m.in. na konsoli środkowej i z tyłu, dla pasażerów tylnej kanapy. Ponadto tylne okna można było teraz uchylić. Do Espady 400 GTE można było zamówić dodatkowo klimatyzację i wspomaganie kierownicy. 
Dla bardzo bogatych stworzono specjalną wersję Espada VIP. Była ona jeszcze bardziej luksusowa, wewnątrz był telewizor, bar i wygodniejsze fotele. Ponadto wersja VIP miała bardziej komfortowe zawieszenie.
Espada GTE napędzana była zmodyfikowanym silnikiem Espady GT. Poprzez zwiększenie stopnia kompresji jego moc wzrosła do 257,5 kW (350 KM). Konsekwencją zmian we wnętrzu było zwiększenie masy do 1635 kg. Osiągi - mimo zwiększenia mocy - pozostały prawie identyczne. Aby skutecznie zatrzymać taką masę inżynierowie zastosowali wentylowane tarcze na wszystkich kołach. W ciągu 2 lat sprzedano 575 szt. Espady GTE. 

## Dane techniczne

### Silnik
- V12 3,9 l (3929 cm³), 2 zawory na cylinder, DOHC
- Układ zasilania: sześć gaźników Weber
- Średnica cylindra × skok tłoka: 82,00 mm × 62,00 mm
- Stopień sprężania: 10,7:1
- Moc maksymalna: 355 KM (261 kW) przy 7500 obr/min
- Maksymalny moment obrotowy: 393 N•m przy 5500 obr/min

### Osiągi
- Przyspieszenie 0-80 km/h: 5,9 s
- Przyspieszenie 0-100 km/h: 7,8 s
- Czas przejazdu pierwszych 400 m: 15,7 s
- Czas przejazdu pierwszego kilometra: 28,2 s
- Prędkość maksymalna: 250 km/h

### Nadwozie
- Współczynnik oporu powietrza: 0.45
- Średnica zawracania: 12 m
- Rozkład masy przód/tył: 52/48
- Opony: 205 VR 15 Pirelli Cinturato HS

Źródło

## Lamborghini Espada 400 GTS

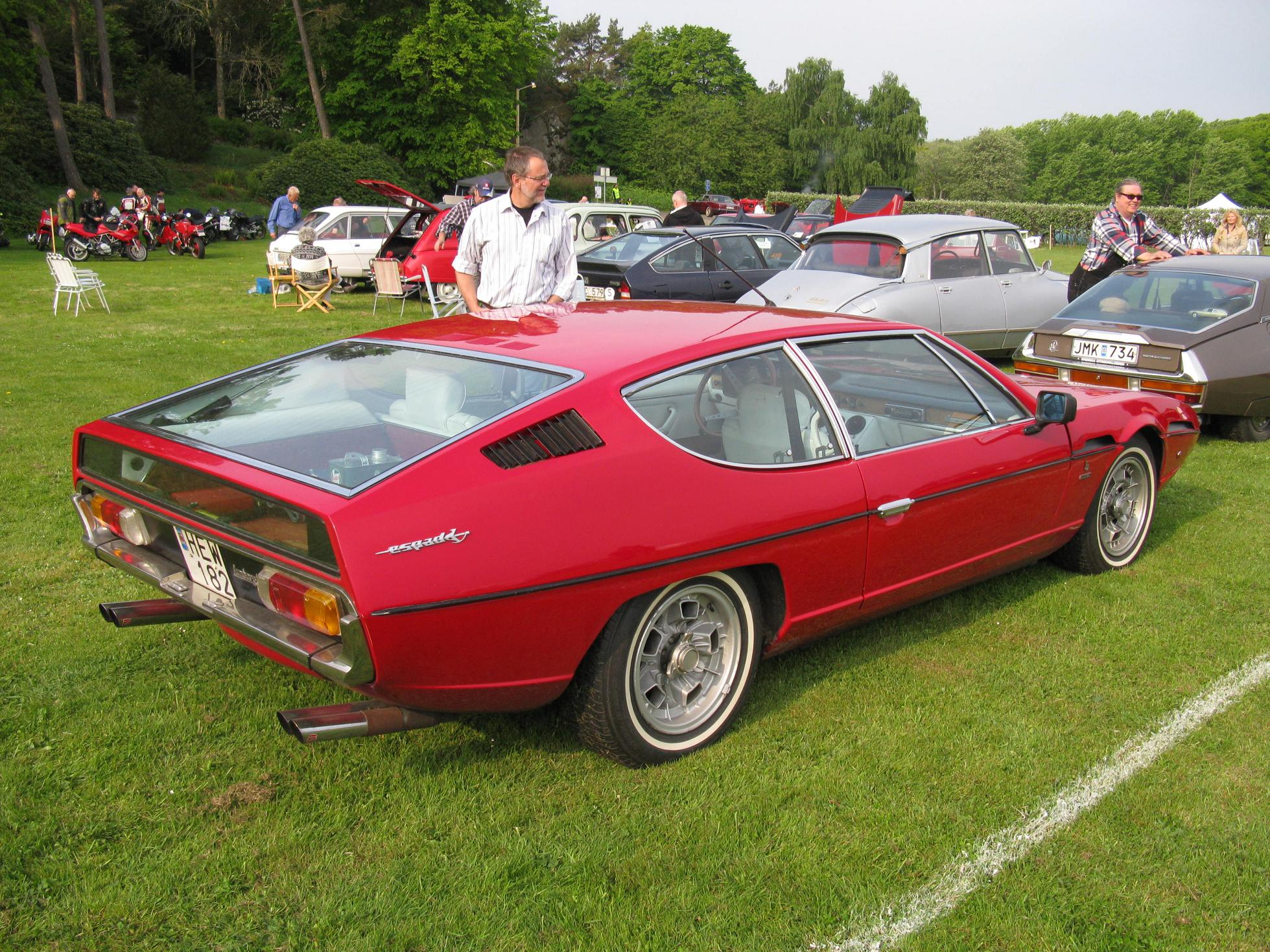
Lamborghini Espada 400 GTS - tył

Następca Espady 400 GTE. Zaprezentowany na Salonie w Turynie 1972.  Ostatnim wariantem Lamborghini Espada był model Espada GTS. Espada GTS powstała, aby spełnić wymagania amerykańskiego rynku, na który była eksportowana. 
Na zewnątrz zmiany są delikatne. Zamontowano mniejsze przednie światła, które zostały zamontowane głębiej. Wlot powietrza do chłodnicy wykonano z plastiku, z kwadratowymi otworami, zamiast siatki. Auto zostało pozbawione chromowanych elementów, np. otoczek wokół reflektorów. Początkowo stosowano tylne światła z Espady GTE, ale pod koniec produkcji zastąpiono je większymi. Egzemplarze przeznaczone na rynek za oceanem były wyposażane w dodatkowe, duże, czarne zderzaki, wymagane przez przepisy bezpieczeństwa w USA. Pod koniec produkcji takie zderzaki montowano również w Espadach sprzedawanych w Europie.
Najlepszym elementem poprzednika było wnętrze, ale w GTS zostało przeprojektowane dla bardziej sportowego charakteru. Drewniane wykończenia zostały zastąpione przez aluminium. Siedzenia pozostały identyczne jak w Espadzie GTE - obszyte elegancką skórą. Standardowym wyposażeniem było wspomaganie kierownicy firmy ZF, elektryczne szyby i klimatyzacja. 
Silnik modelu GTS uzyskiwał taką sam moc jak w GTE, ale przerobiono niektóre komponenty. Zastosowano nowe gaźniki i udoskonalono system zapłonowy, co poprawiło czystość spalin. 
Nowością była możliwość zamówienia aut. skrzyni biegów TorqueFlite. Wyposażono w nią 55 z 456 wyprodukowanych egzemplarzy.

### Silnik
- V12 3,9 l (3929 cm³), 2 zawory na cylinder, DOHC
- Układ zasilania: sześć gaźników Weber
- Średnica cylindra × skok tłoka: 82,00 mm × 62,00 mm
- Stopień sprężania: 10,7:1
- Moc maksymalna: 355 KM (261 kW) przy 7500 obr/min
- Maksymalny moment obrotowy: 393 N•m przy 5500 obr/min

### Osiągi
- Przyspieszenie 0-100 km/h: 6,9 s[3]
- Prędkość maksymalna: 250 km/h